# Rubia sol, morena luna
«Rubia Sol, Morena Luna» es una canción de la banda venezolana Caramelos de cianuro publicada el 9 de junio de 2010 como el primer sencillo de su álbum Caramelos de cianuro. Fue compuesta por el cantante Asier Cazalis y el bajista Pavel Tello.
La canción, fue el primer trabajo de la banda desde hacía cuatro años, en 2006 cuando publicaron en álbum Flor de fuego. Habla de lo fructífero de las relaciones infieles y conserva el estilo de álbumes como Frisbee, publicado en 2002. Tuvo una buena acogida en Venezuela, llegando al primer puesto en las listas Pop/rock y Top 100.

## Video
Asier Cazalis en una entrevista de HTV en 2011 dijo que muy pronto harían el video musical, pero no quiso dar muchos detalles.
El video fue lanzado el 17 de febrero de 2012 por el canal de Youtube de la banda.